# フレデリック・トレンチ (初代アシュタウン男爵)
初代アシュタウン男爵フレデリック・トレンチ（英語: Frederick Trench, 1st Baron Ashtown、1755年9月17日 - 1840年5月1日）はアイルランドの政治家。

## 生涯
フレデリック・トレンチ（1724年11月3日 - 1797年11月27日）とメアリー・サドラー（Mary Sadleir、1819年没、フランシス・サドラーの娘）との長男として生まれた。
1785年から1790年にかけてメアリーバラ選挙区選出のアイルランド庶民院議員を務めた。また、1798年から1800年にかけてもポータリントン選挙区選出議員としてアイルランド庶民院に議席を有したほか、合同後も叙爵までは引き続いて新設された連合王国議会の庶民院議員を務めている。フレデリックはグレートブリテン王国とアイルランド王国の合同には反対していたが、合同支持に転じる対価として1800年12月27日にアイルランド貴族爵位のゴールウェイ県モートのアシュタウン男爵に叙せられた。彼はこれ以降、二度と議員職に就くことはなかった。
アシュタウン男爵位には初代男爵の男子が途絶えた場合には、彼の父フレデリック・トレンチの直系男子にもその継承を認める特別継承権が付与されていた。そのため、彼が子のないまま没すると、爵位は甥のフレデリックが継承している。

## 家族
1785年5月25日にエリザベス・ロビンソン（Elizabeth Robinson、ロバート・ロビンソンの娘）と結婚したが、夫妻に子供はなかった。

### 註釈
1. ↑  初代男爵の父フレデリック・トレンチには7人の息子がいたため、結果的にきわめて広範な相続を認める継承規定となっている[1]。また、父フレデリックは叙爵時には既に亡くなっている。